# Horloges publiques de Fontainebleau
Les horloges publiques de Fontainebleau sont un ensemble d'instruments installés dans différents lieux de la ville de Fontainebleau, en France, fournissant l'heure aux habitants et aux visiteurs.

Vues de trois quarts de quelques horloges
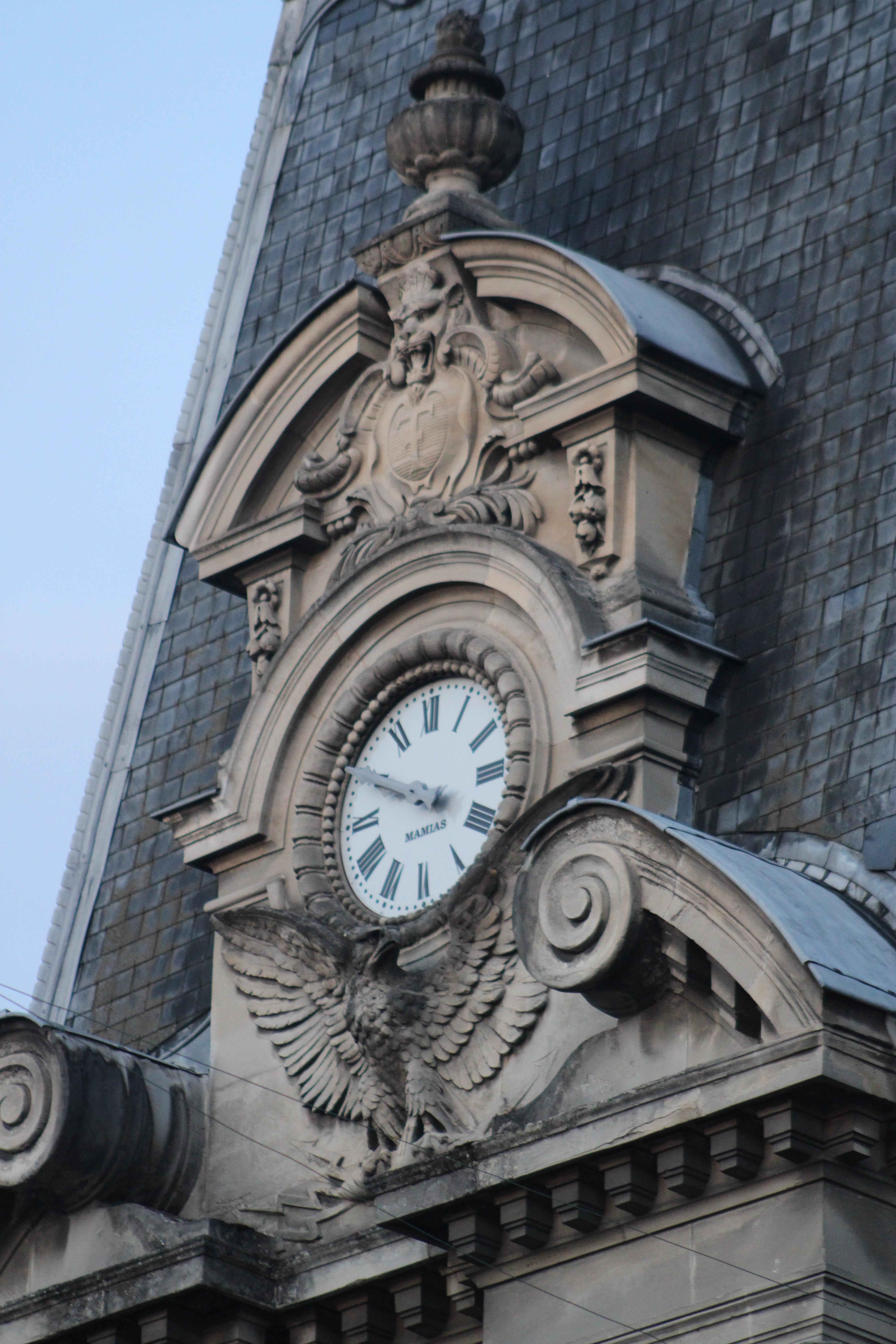
Horloge sur la façade de l'hôtel de ville, photographié en juillet 2021.
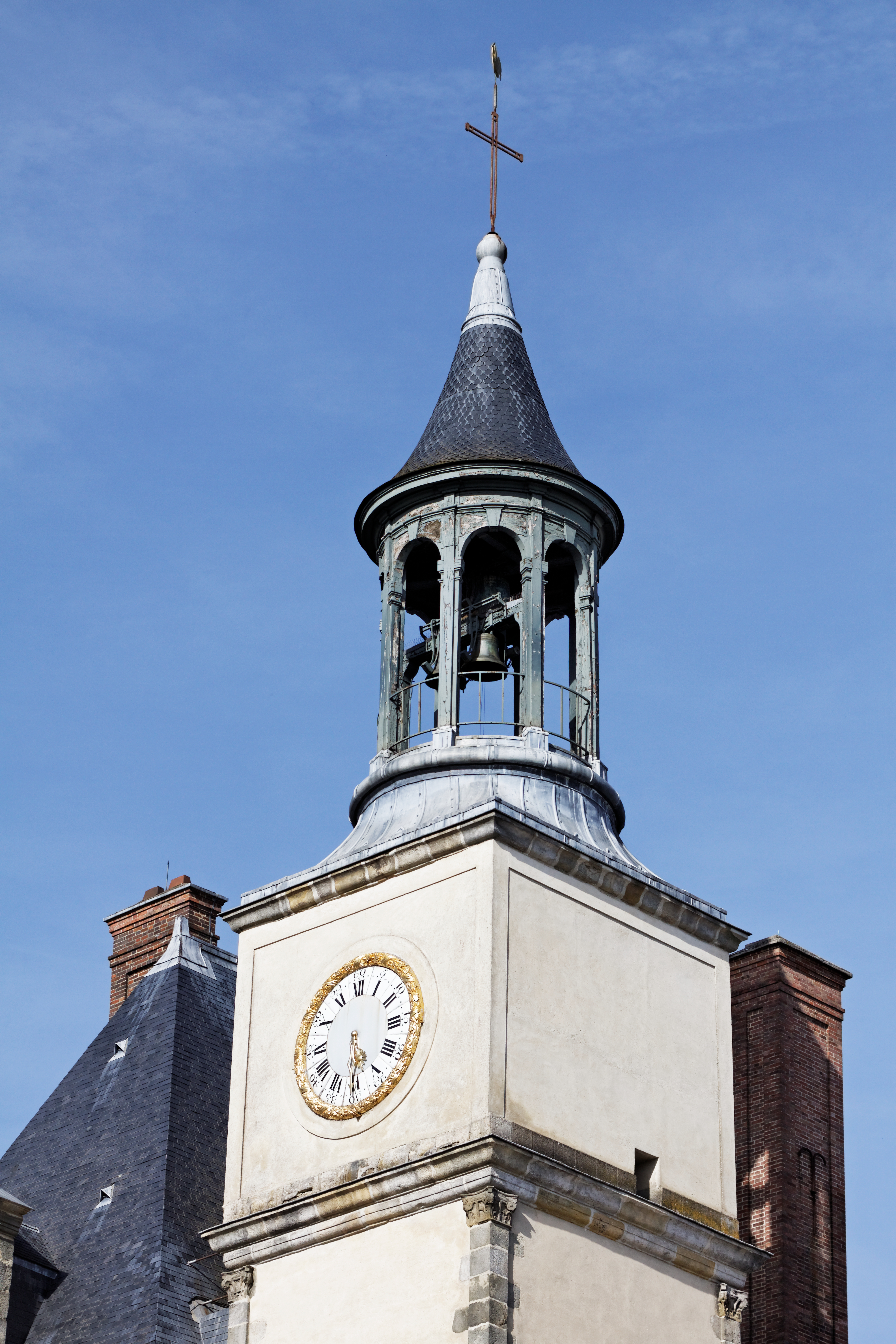
Clochet de l'aile principale du château de Fontainebleau avec son horloge et sa cloche, photographié en avril 2013.
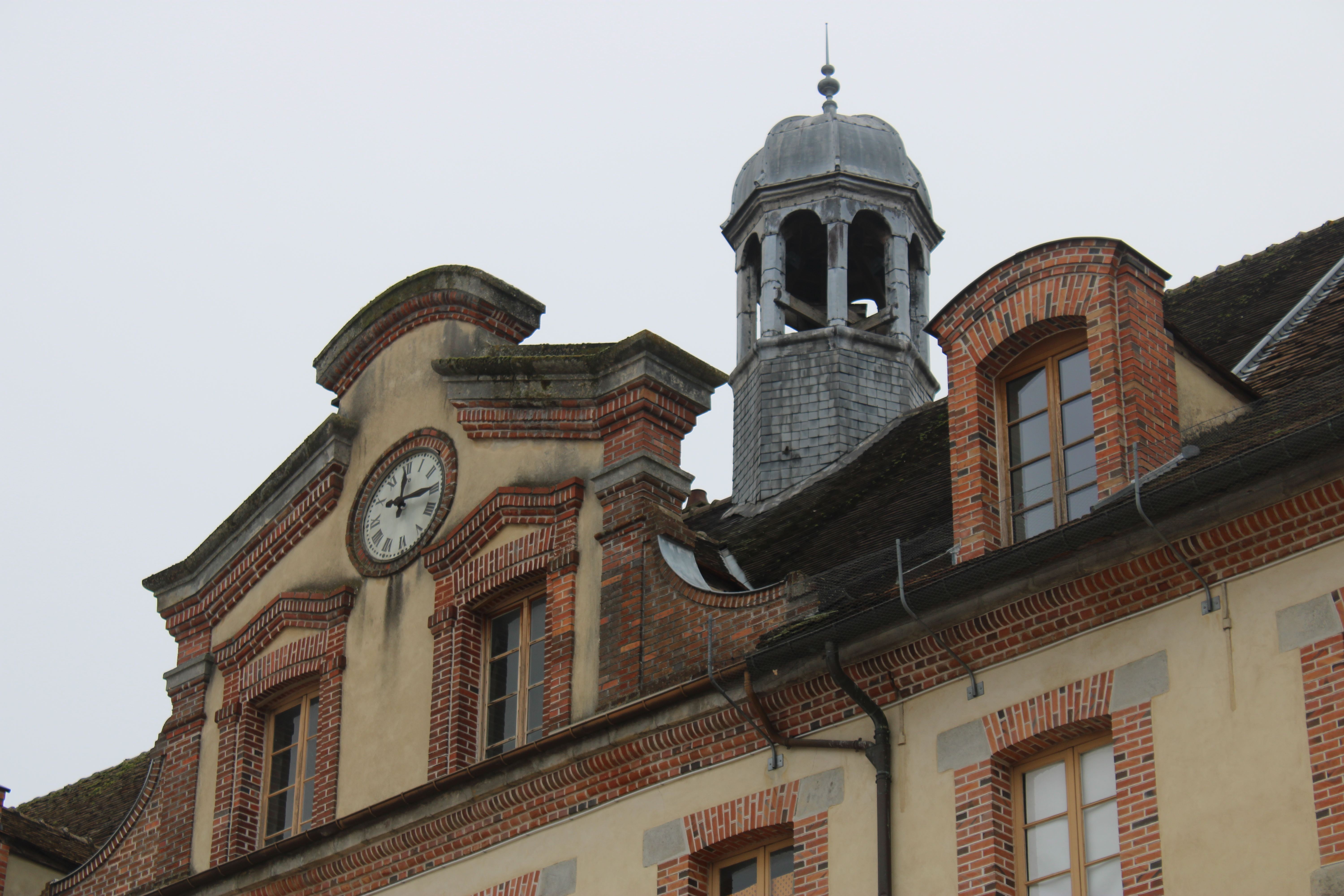
Horloge sur la façade du bâtiment de la Mission, photographié en novembre 2020.

## Histoire
Le 5 février 1879, tel que l'annonce le maire Alfred Meunier, les différences entre les différentes horloges (« de la Ville, du Palais, de l'École d'application ») sont effacées en prenant pour référentiel imposé le cadran extérieur du bâtiment voyage de la gare ferroviaire,. À la fin du XIXe siècle (avant 1899 au moins), c'est le commandant du génie Chéri qui, faisant sa promenade quotidienne à cheval, prend « l'heure-mère » à la gare et vérifie l'exactitude des cadrans bellifontains. La tendance en cette fin de siècle est de placer les horloges de la ville d'environ cinq minutes en avance,.
La rédaction de l'hebdomadaire local L'Abeille de Fontainebleau signale pourtant en juillet 1899 un retard, « des différences de 2 à 3 minutes et quelques fois de 5 » et un décalage de deux minutes entre la gare et l'hôtel de ville, ainsi que l'absence de concordance donnant par conséquent une heure sonnée respectivement par le château, l'hôtel de ville, puis l'église à une ou deux minutes d'intervalle. Début août 1903, les variations importantes entre ces trois horloges principales sont mentionnées dans la presse, potentiellement imputables aux travaux qui ont lieu sur les clochers du palais et de l'église ; la rédaction de L'Abeille constate de nouveau une tendance au retard « de 1, 2 et 3 minutes » des horloges du château, de l'hôtel de ville et de l'église, par rapport à l'heure extérieure de la gare. En janvier 1912 de nouveau, elle signale un décalage davantage marqué entre « les horloges publiques et privées de la ville » , à tel point qu'il n'aurait été alors « plus possible [...] de savoir l'heure même à peu près exactement ».

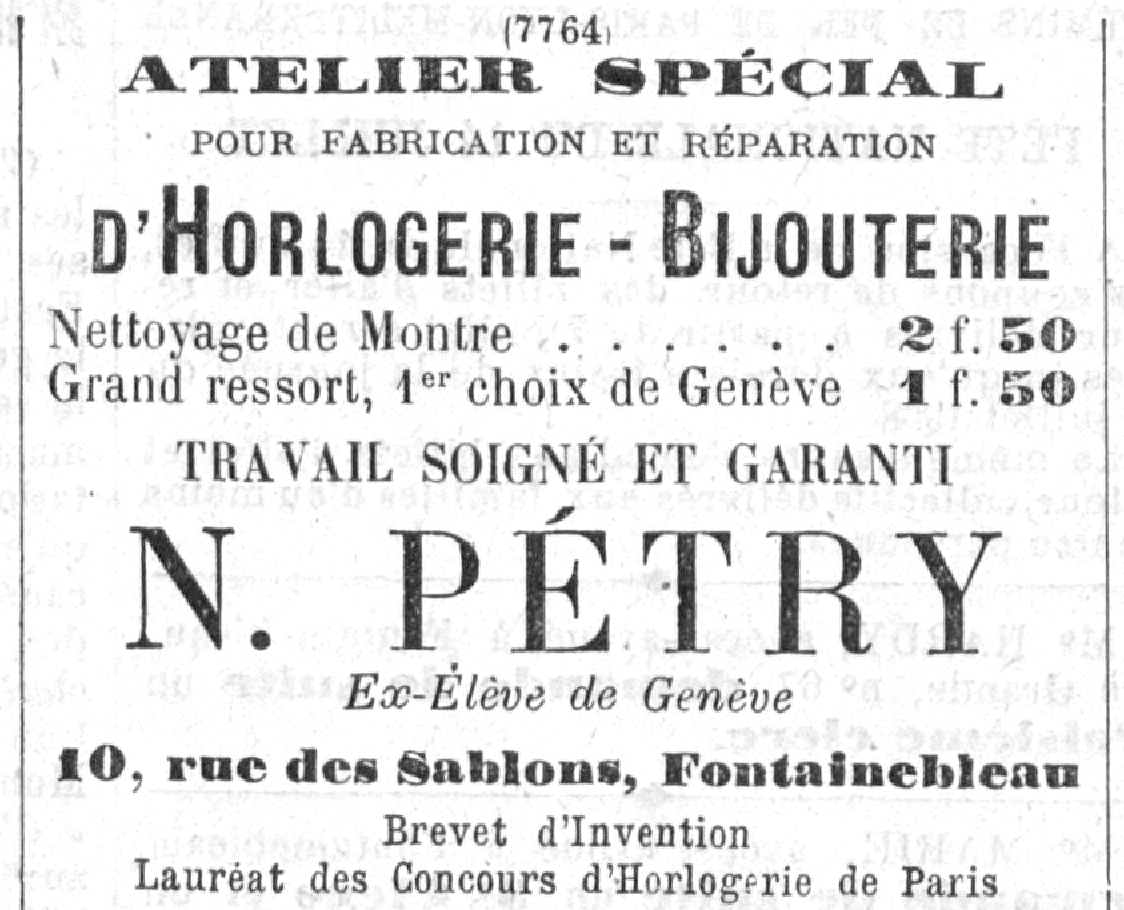
Publicité pour la boutique d'horlogerie de N. Pétry parue dans L'Abeille de Fontainebleau du 10 octobre 1908.

Lors du changement du méridien de référence (de celui de Paris à celui de Greenwich) en 1911, l'heure légale est retardée de 9 minutes 21 secondes, un changement qui doit intervenir dans la nuit du 10 au 11 mars. Si le règlage des horloges a pu être satisfait dans les grandes villes à minuit, Fontainebleau doit se résoudre à faire intervenir les horlogers dans la journée du 11 pour éviter « de se rompre le col par la nuit dans les escaliers-échelles » comme l'explique L'Abeille de Fontainebleau.
Lors de la séance extraordinaire du 17 août 1921, le conseil municipal décide de confier l'entretien et le remontage des horloges publiques à l'horloger Pétry (15 rue des Sablons), moyennant 500 francs par an. Dix ans plus tard, le 10 juillet 1931, le conseil municipal vote 350 francs pour l'entretien des horloges électriques de la ville.

## Liste des horloges

### Horloges actuelles
| Illustration | Support                                     | Coordonnées                 | Remarques |
| ------------ | ------------------------------------------- | --------------------------- | --- |
|              | Hôtel de ville                              | 48° 24′ 17″ N, 2° 42′ 04″ E | En 1907, sonne l'heure et la demie et son cadran est éclairé intérieurement. Lors de sa séance du 28 décembre 1929, le conseil municipal vote une somme de 16 000 francs pour l'électrification des horloges de l'hôtel de ville conjointement à l'installation d'une horloge sur la place de l'Étape. |
|              | Tour de l'horloge du château                | 48° 24′ 09″ N, 2° 41′ 58″ E | Sous le règne de François Ier, un clocher à horloge est installé à la chapelle de la Trinité. La tour est surélevée sous Louis XIII avec installation d'une horloge à trois cadrans, œuvre de Jean Legaigneur, maître horloger à Paris. Le clocher et les cloches sont victimes de l'incendie du pavillon des Armes en 1702. C'est en 1812 qu'est installée l'horloge actuelle, œuvre de Jean-Joseph Lepaute, comme le prouve l'inscription « Sous l’Empire de Napoléon le Grand, S.E. le duc de Frioul étant grand maréchal du Palais, S.E. le duc de Cadore, intendant général de Sa Majesté, M. le baron Costaz, intendant des Bâtiments de la Couronne et M. Heurtault, architecte du palais, Jean-Joseph Lepaute, horloger de l’Empereur, a fait cette horloge pour le palais de Fontainebleau ». En 1907, avec celle du quartier Henri-IV, sonne l'heure, le quart et la demie. |
|              | Église Saint-Louis                          | 48° 24′ 19″ N, 2° 42′ 05″ E | En 1907, sonne l'heure et le quart. |
|              | Bâtiment de la Mission                      | 48° 24′ 21″ N, 2° 42′ 04″ E | L'hebdomadaire local L'Abeille de Fontainebleau, jugeant l'horloge « peu lisible » dans son numéro du 27 mars 1908, demande à en repeindre le cadran. C'est ainsi que le cadran et le mouvement sont rénovés, le premier étant déposé dans la semaine du 6 avril. En 1907, ne sonne plus. |
|              | Hôtel de l'Aigle Noir                       | 48° 24′ 14″ N, 2° 41′ 57″ E | |
|              | Bâtiment F du lycée François-Ier            | 48° 24′ 33″ N, 2° 41′ 44″ E | Une première horloge, déjà « beaucoup usagée » puisque provenant de l'ancien collège, est installée en 1883. Pour assurer son service, le conseil municipal vote, dans sa séance du 6 décembre 1883, une somme de 446,40 francs pour « l'établissement d'un petit escalier ». Dans les années 1910, son fonctionnement commence à être altéré jusqu'à son arrêt allant jusqu'à la perte des aiguilles du cadran. Le principal du collège Carnot, Charles Boinet, adresse ainsi au maire Lapeyre une demande pour sa réparation, voire le remplacement de cette horloge qui sert également aux habitants du quartier. La demande est renvoyée à la commission des Bâtiments par le conseil municipal, dans sa séance du 27 juin 1913. Le remplacement est estimé dans une fourchette de 1 000 à 1 200 francs, tandis que pour les réparations nécessaires à 370 francs par devis, la commission optant pour cette dernière solution, ce que le conseil approuve le 1er août. En 1907, sonne l'heure et la demie. |
|              | Hôpital de Fontainebleau                    | 48° 24′ 42″ N, 2° 41′ 54″ E | En 1907, sonne l'heure et les quarts en double. |
|              | Clinique Saint-Joseph                       | 48° 24′ 41″ N, 2° 42′ 08″ E | En 1907, sonne l'heure et la demie. |
|              | École Sainte-Marie                          | 48° 24′ 21″ N, 2° 41′ 49″ E | En 1907, sonne l'heure et la demie. |
|              | École Saint-Merry                           | 48° 24′ 06″ N, 2° 41′ 22″ E | |
|              | Bâtiment de l'Horloge du quartier Boufflers | 48° 24′ 15″ N, 2° 41′ 46″ E | En 1907, sonne l'heure et la demie. |
|              | Quartier Lariboisière                       | 48° 24′ 05″ N, 2° 42′ 57″ E | En 1907, sonne l'heure et la demie. |

### Horloges disparues
| Illustration | Support                                            | Coordonnées                 | Remarques |
| ------------ | -------------------------------------------------- | --------------------------- | --- |
|              | Portail Henri-IV du château                        | 48° 24′ 12″ N, 2° 42′ 08″ E | En 1907, sonne l'heure et la demie. Elle est temporairement à l'arrêt le 24 décembre 1903. |
|              | Quartier Chataux                                   | 48° 24′ 36″ N, 2° 41′ 57″ E | En 1907, son cadran est éclairé intérieurement. |
|              | Quartier des Héronnières                           | 48° 24′ 02″ N, 2° 42′ 35″ E | Placée sur la façade côté forêt. En 1907, sonne l'heure et le quart. |
|              | Hôtel de Moret et d'Armagnac                       | 48° 24′ 17″ N, 2° 42′ 08″ E | En 1907, son cadran est éclairé extérieurement. |
|              | Hôtel du Cadran-Bleu (actuellement hôtel Napoléon) | 48° 24′ 15″ N, 2° 42′ 01″ E | |
|              | Portail au 164 rue Grande (ancien hôtel de Duras)  | 48° 24′ 32″ N, 2° 42′ 15″ E | Lors de sa séance du 12 mars 1883, le conseil municipal vote une somme de 240 francs « pour l'installation du gaz destiné à éclairer l'horloge de l'école des garçons ». À la suite de la proposition du dénommé Papillon, le conseil vote le 28 mars 1888 une somme de 293,5 francs pour la remise en état de l'horloge,. Avant 1907, sonne l'heure, les quarts en double et l'avant-quart (donc 21 coups pour le midi avec un coup pour l'avant-quart, huit pour les quatre quarts en double et douze pour le midi). |
|              | Immeuble au 10 rue de France                       | 48° 24′ 16″ N, 2° 41′ 57″ E | Sur la boutique d'horlogerie de Nollin. |
|              | Immeuble au 99 rue Grande (place de l'Étape)       | 48° 24′ 28″ N, 2° 42′ 13″ E | Sur la boutique d'horlogerie de Bénard. En 1907, sonne l'heure et la demie et répète l'heure. |
|              | Immeuble au 13 rue de la Paroisse                  | 48° 24′ 20″ N, 2° 42′ 02″ E | Sur la boutique d'horlogerie de Raynaud-Sauvé. Placée au-dessus de la porte du magasin en 1906, l'horloge électrique et son fonctionnement sont décrits par Raynaud-Sauvé dans deux journaux locaux où il souhaite « voir ce système appliqué à toutes les horloges de la ville afin d'unifier l'heure fontainebleaudienne ». |
|              | Maison Deloy                                       |                             | En 1907, son cadran est éclairé intérieurement. |
|              | Usine d'électricité                                |                             | En 1907, son cadran est éclairé extérieurement. |
|              | Arrêt du tramway à la place de l'Étape             | 48° 24′ 29″ N, 2° 42′ 14″ E | L'installation d'une horloge sur la place de l'Étape est décidée à la séance du 28 décembre 1929 du conseil municipal : une somme de 16 000 francs est votée à cet effet conjointement à l'électrification des horloges de l'hôtel de ville. |

## Propositions non abouties

### Halle du marché

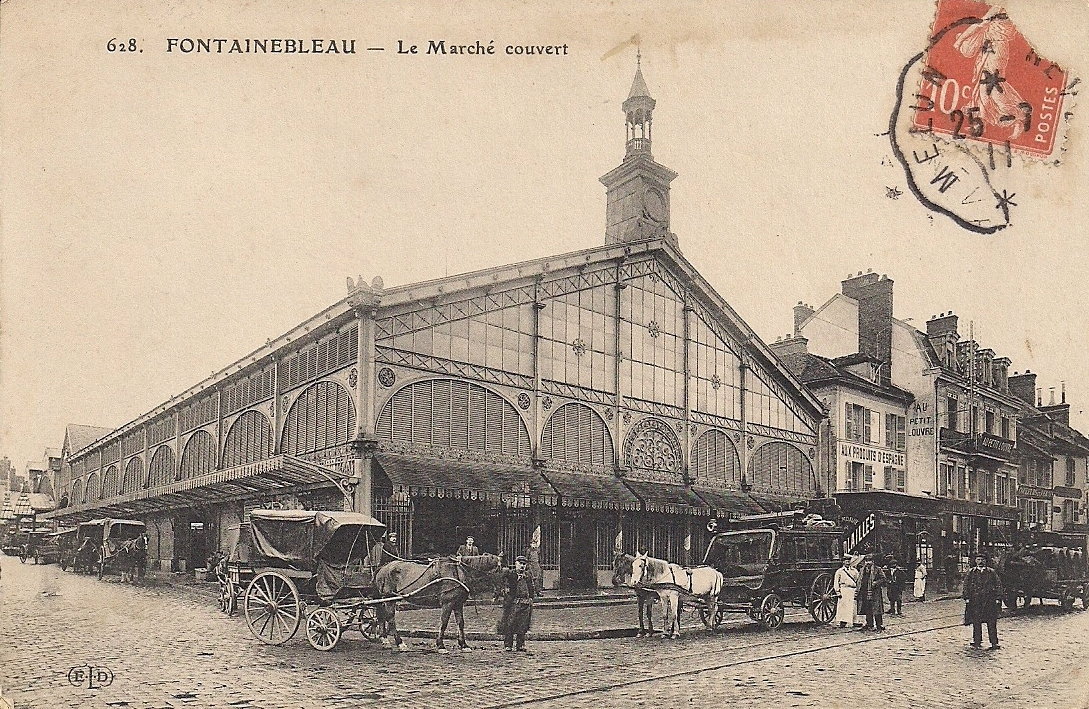
La halle métallique du marché vue depuis la rue Grande, vers 1911.

La halle du marché est élevée en 1881. L'année suivante, lors de la séance du 24 mars du conseil municipal, Ronsin et Sauvé demandent l'installation d'un fil électrique allant de l'horloge de l'église au clocher de la halle de marché où un cadran serait installé.

### Place de l'Étape
Lors de sa séance du 8 septembre 1882, le conseil municipal renvoie à la commission des Travaux publics une proposition de Satin, ayant pour objet de faire établir une horloge sur le candélabre dont l'installation est prévue sur au milieu du refuge de la place de l'Étape-aux-Vins. Cette horloge, voulue pneumatique et lumineuse, ne semble pas avoir retenu l'attention des responsables municipaux puisqu'aucun dispositif sur ce terre-plein ne voit le jour avant l'installation d'un candélabre en 1884,.

### Hôtel des Postes
Dans son numéro du 22 décembre 1893, l'hebdomadaire local L'Abeille de Fontainebleau écrit la constatation que « nombre de personnes se préoccupent de l'absence d'horloge sur les plans du nouvel hôtel des Postes » en indiquant que « jamais l'indication de l'heure ne fut plus nécessaire que sur un hôtel des Postes, tout comme sur une gare ou bien d'autres établissements publics ». La rédaction du journal propose alors de modifier les plans et d'insérer le cadran dans le tympan de la lucarne décorée, qui, à cette époque, n'est pas encore sculpté. Presque un an plus tard, dans le numéro du 15 novembre 1894, après avoir fourni une description du bâtiment, la Rédaction s'attarde sur cette question en affirmant : « Reste l'horloge extérieur, nous l'obtiendrons sans aucun doute. Et alors tout sera parfait. ». Mais ne voyant aucune avancée de ce côté, elle réitère son interrogation dans son numéro du 30 novembre en ces termes : « Et l'horloge, où sera-t-elle ? Sera-t-elle, même ? ». Poursuivant finalement dans le numéro du 7 décembre, elle avance que l'horloge « ne sera peut-être pas placée du tout », tout en y proclamant « La France est si pauvre... ». Malgré cette préoccupation constante, une telle horloge n'est finalement pas installée.